# Kup Hrvatske u ragbiju 2022.
Kup Hrvatske u ragbiju za 2022. godinu je igran u ožujku 2022. 
 
Kup je osvojila "Nada" iz Splita.

## Rezultati

### Poluzavršnica
| datum            | mjesto                                       | klub1      | rez.        | klub2          | napomene | izvještaj | izvori |
| ---------------- | -------------------------------------------- | ---------- | ----------- | -------------- | -------- | --------- | ------ |
| 12. ožujka 2022. | Split, Stari plac                            | Nada Split | 41:17 35:15 | Mladost Zagreb |          |           |        |
| 12. ožujka 2022. | Sinj, SC "Ivica Poljak Sokol i Andrija Alčić | Sinj       | 38:16       | Zagreb         |          |           |        |

### Završnica
| datum            | mjesto                                       | klub1 | rez.  | klub2      | napomene              | izvještaj | izvori |
| ---------------- | -------------------------------------------- | ----- | ----- | ---------- | --------------------- | --------- | ------ |
| 19. ožujka 2022. | Sinj, SC "Ivica Poljak Sokol i Andrija Alčić | Sinj  | 22:23 | Nada Split | "Nada" pobjednik kupa |           | [ 1 ]  |

## Vanjske poveznice
- rugby.hr